# Йоахім Латац
Йоа́хім Ла́тац (народився 4 квітня 1934 року в Катовіце) — німецький філолог-класик.

## Біографія
Йоахім Латац закінчив латинський факультет Фонду Франке в Галле-ан-дер-Заале в 1953 році. З 1953 по 1956 рік він вивчав класичну філологію, індоєвропеїстику, античну історію та археологію в Університеті Мартіна Лютера в Галле-Віттенберзі. З 1956 по 1960 рік він продовжував навчання з класичної філології, історії давнього світу, індоєвропеїстики, славістики та філософії у Вільному університеті Берліна, де в 1960 році склав свій перший державний іспит. З 1960 по 1966 рік він був науковим асистентом у проєкті з розробки Thesaurus Linguae Graecae під керівництвом Бруно Снелла та Гартмута Ербсе в Гамбурзькому університеті.
У 1963 році він отримав докторський ступінь у Вільному університеті Берліна, навчаючись у Уво Гельшера. У 1972 році він завершив габілітацію з класичної філології (оцінену й підтриману Ернстом Зігманом) в Університеті Вюрцбурга, де в 1978 році був призначений екстраординарним професором. Невдовзі після цього він обійняв посаду завідувача кафедри класичної філології (грецька література) в Майнцькому університеті, звідки в 1981 році переїхав до Базеля, де був призначений завідувачем кафедри грецької мови і літератури, а також директором Інституту Базельського університету. У 2002 році, за два роки до досягнення пенсійного віку, він став там почесним професором. З 1975 року Латац був редактором наукового часопису «Würzburger Jahrbücher für die Altertumswissenschaft», спочатку разом з Ернстом Зігманом (1915—1981) та Гюнтером Нойманом (1920—2005). Двоє його найвідоміших учнів — Едзард Віссер та Тамара Чойц.
Протягом понад 20 років Латац був одним із найважливіших співробітників археолога та дослідника Трої Манфреда Корфмана. Латац неодноразово захищав свою суперечливу гіпотезу про те, що гомерівська розповідь про Троянську війну фундаментально базується на реальних історичних подіях кінця бронзової доби. Останнім часом він підтримував цю думку у своїх дебатах з Раулем Шроттом. Крім того, Латац, як і Альбін Лескі (1971), якого Латац називає «самотнім голосом у пустелі», був палким прихильником теорії усної поезії (пор. Latacz, Hg., 1979), але припускає, що Гомер перебував на переході від усної мови до писемності, оскільки інакше художню архітектуру обох творів, «Іліади» та «Одіссеї», навряд чи можна було б пояснити. У німецькомовному світі ця теорія ще не зустріла необхідного резонансу, який досі виглядає найправдоподібнішим поясненням формульної природи на різних рівнях, фраз, формульних віршів та типових сцен.
Латац є спеціалістом з ранньої грецької літератури та культури та вважається одним із найважливіших експертів з Гомера та епосу в німецькомовному світі. Окрім викладацької діяльності, він опублікував численні статті (понад 250) про Гомера, ранню грецьку літературу та аттичну трагедію. Наразі він працює над повним коментарем до «Іліади» — так званим Базельським коментарем Гомера.
11 липня 2014 року Латац отримав премію Аусонія як визнання його наукового доробку.

## Вибрані праці

### Монографії
- Zum Wortfeld «Freude» in der Sprache Homers (= Bibliothek der klassischen Altertumswissenschaften. Bd. 17, ISSN 0067-8201). Winter, Heidelberg 1966 (Dissertation FU Berlin 1963).
- Kampfparänese, Kampfdarstellung und Kampfwirklichkeit in der Ilias, bei Kallinos und Tyrtaios (= Zetemata. H. 66). Beck, München 1977, ISBN 3-406-05156-1.
- Homer. Eine Einführung (= Artemis-Einführungen. Bd. 20). Artemis-Verlag, München u. a. 1985, ISBN 3-7608-1320-8 (2., durchgesehene Auflage als: Homer. Der erste Dichter des Abendlands. ebenda 1989; 3. Auflage. Artemis & Winkler, Düsseldorf u. a. 1997; 4., überarbeitete und durchgehend aktualisierte Auflag. ebenda 2003, ISBN 3-538-07157-8).
  - італійський переклад: Omero. Il primo poeta dell'Occidente (= Biblioteca universale Laterza. Vol. 314). G. Laterza, Rom u. a. 1990, ISBN 88-420-3592-0.
  - нідерландський переклад: Homeros. De eerste dichter van het Avondland. SUN, Nijmegen 1991, ISBN 90-6168-332-7.
  - англійський переклад: Homer. His art and his world. University of Michigan Press, Ann Arbor MI 1993, ISBN 0-472-10657-0.
  - новогрецький переклад: Όμηρος. Ο θεμελιωτής της ευρωπαϊκής λογοτεχνίας. Παπαδήμας, Αθήνα 2000, ISBN 960-206-452-8.
  - турецький переклад: Homeros. Batının ilk ozanı. Homer Kitabevi, İstanbul 2001, ISBN 975-8293-23-0).
- У співавторстві Bernhard Kytzler und Klaus Sallmann: Klassische Autoren der Antike. Literarische Porträts von Homer bis zu Boethius. Insel-Verlag, Frankfurt am Main u. a. 1992, ISBN 3-458-16209-7.
- Einführung in die griechische Tragödie (= Uni-Taschenbücher 1745). Vandenhoeck und Ruprecht, Göttingen 1993, ISBN 3-8252-1745-0 (2., durchgehend aktualisierte Auflage. ebenda 2003).
  - турецький переклад: Antik Yunan tragedyalari tüm oyunlar. Tarihçe, inceleme, yorum (= Mitos Boyut yayınları tiyatro. Kültür dizisi 68, ZDB-ID 2201526-7). Mitos-Boyut Yayinlari, İstanbul 2006.
- Erschließung der Antike. Kleine Schriften zur Literatur der Griechen und Römer. Herausgegeben von Fritz Graf, Jürgen von Ungern-Sternberg, Arbogast Schmitt unter Mitwirkung von Rainer Thiel. Teubner, Stuttgart/Leipzig 1994, ISBN 3-519-07425-7.
- Achilleus. Wandlungen eines europäischen Heldenbildes (= Lectio Teubneriana 3). Teubner, Stuttgart/Leipzig 1995, ISBN 3-519-07552-0 (2. Auflage, unveränderter Neudruck der Erstauflage. ebenda 1997, ISBN 3-519-17552-5).
- mit Bernhard Kytzler und Klaus Sallmann: Kleine Enzyklopädie der antiken Autoren. Literarische Porträts von Homer bis Boethius (= Insel-Taschenbuch 1856). Insel-Verlag, Frankfurt am Main u. a. 1996, ISBN 3-458-33556-0.
- Fruchtbares Ärgernis. Nietzsches «Geburt der Tragödie» und die gräzistische Tragödienforschung (= Basler Universitätsreden. Bd. 94). Helbing und Lichtenhahn, Basel 1998, ISBN 3-7190-1727-3.
- Troia und Homer. Der Weg zur Lösung eines alten Rätsels. Koehler & Amelang, München u. a. 2001, ISBN 3-7338-0229-2 (2. Auflage. ebenda 2001; 3., durchgesehene und verbesserte Auflage. ebenda 2001; 5., aktualisierte und erweiterte Auflage. ebenda 2005, ISBN 3-7338-0332-9; 6., aktualisierte und erweiterte Auflage. ebenda 2010, ISBN 978-3-7338-0332-2).
  - іспанський переклад: Troya y Homero. Hacia la resolución de un enigma (= Colección Imago mundi. Vol. 28). Ediciones Destino, Barcelona 2003, ISBN 84-233-3487-2.
  - англійський переклад: Troy and Homer. Towards a solution of an old mystery. Oxford University Press, Oxford u. a. 2004, ISBN 0-19-926308-6.
  - новогрецький переклад: Η Τροία και ο Όμηρος. Ο δρόμος για τη λύση ενός παλιού αινίγματος. Πατακε, Αθήνα 2005.
  - турецький переклад: (готується).